# Liassine Cadamuro
Liassine Cadamuro Bentaïba (Tolosa, 5 marzo 1988) è un calciatore francese naturalizzato algerino, difensore del Berre.

## Biografia
Nato in Francia da padre italiano e madre algerina, nel giugno del 2016 ha sposato la calciatrice francese Louisa Nécib.

## Carriera

### Club
Il 9 febbraio 2016 firma un contratto con il Servette valido fino al termine della stagione con opzione per due anni supplementari in caso di promozione in Challenge League. Il 2 aprile, in occasione della partita in casa dello Zurigo U-21, firma con una doppietta i suoi primi gol con la maglia ginevrina.

### Nazionale
A livello calcistico Cadamuro ha scelto di rappresentare la Nazionale magrebina con cui ha preso parte a tre Coppe d'Africa e un Campionato del mondo.

## Palmarès

### Club

#### Competizioni nazionali
- Promotion League: 1

Servette: 2015-2016